# Serguéi Komelkov
Serguéi Komelkov –en ruso, Сергей Комельков– es un deportista soviético que compitió en ciclismo en la modalidad de pista. Ganó una medalla de bronce en el Campeonato Mundial de Ciclismo en Pista de 1975, en la prueba de tándem.

## Medallero internacional
| Campeonato Mundial | Campeonato Mundial | Campeonato Mundial | Campeonato Mundial |
| Año                | Lugar              | Medalla            | Competición        |
| ------------------ | ------------------ | ------------------ | ------------------ |
| 1975               | Rocourt ( Bélgica) | Medalla de bronce  | Tándem (A)         |